# DOA: Dead or Alive
Pour les articles homonymes, voir DOA et Dead or Alive.
Pour plus de détails, voir Fiche technique et Distribution.
DOA: Dead or Alive, ou DOA : Mort ou Vif au Québec, est un film américano-germano-britannique réalisé par Corey Yuen et sorti en 2006.
Le film est une adaptation cinématographique de la série de jeux vidéo de combat Dead or Alive de Team Ninja et Tecmo. Il s'agit de la première et unique adaptation de la franchise au cinéma.
Lors de sa sortie, il reçoit un accueil majoritairement négatif de la critique et peine à rembourser son budget avec une performance médiocre au box-office, faisant de lui un « flop ».

## Synopsis
Cette année, la société DOATEC organise une nouvelle édition de sa compétition d'arts martiaux Dead or Alive, abrégé DOA.
Quatre femmes que tout oppose sont invitées à participer : la princesse Kasumi, membre d'un clan japonais et dont le frère a disparu lors de la précédente édition de la compétition ; Tina Armstrong, une superstar dans le milieu de la lutte féminine ; Christie Allen, une voleuse et tueuse à gages ; et Helena Douglas, une athlète en sports extrêmes et la fille du fondateur de la société dont le passé tragique est lié au lieu dans lequel se déroule le tournoi.
Mais en enquêtant sur la disparition de son frère, Kasumi va découvrir les activités suspectes du nouveau responsable de la société, Victor Donovan. Les quatre femmes vont donc s'associer pour sauver leur peau et celle des autres participants avant qu'il ne soit trop tard.

## Fiche technique
Sauf indication contraire, les informations mentionnées dans cette section peuvent être confirmées par la base de données cinématographiques IMDb,  présente dans la section « Liens externes ».
- Titre original : DOA: Dead or Alive
- Titre québécois : DOA : Mort ou Vif
- Réalisation : Corey Yuen
- Scénario : J.F. Lawton, Seth Gross et Adam Gross, , d'après la série de jeux vidéo Dead or Alive
- Musique : Junkie XL
- Directeur artistique : Ching-Ching Wong
- Décors : Sung Pong Choo
- Costumes : Frank Helmer
- Photographie : Chi Ying Chan et Kwok-Man Keung
- Montage : Ka-Fai Cheung, Eddie Hamilton et Angie Lam
- Production : Mark A. Altman, Paul W.S. Anderson, Jeremy Bolt, Bernd Eichinger et Robert Kulzer 
  - Producteurs délégués : Steve Chasman, Andreas Grosch, Daniel S. Kletzky, Martin Moszkowicz et Andreas Schmid
- Sociétés de production : Constantin Film, Impact Pictures et VIP Medienfonds 4 en association avec Mindfire Entertainment
- Sociétés de distribution : Dimension Films (États-Unis) / Constantin Film (Allemagne) / Universal Pictures (Royaume-Uni) / TFM Distribution (France) / Alliance Vivafilm (Québec)
- Budget : 30 000 000 $
- Format :  Couleur - son Dolby Digital - 35 mm
- Durée : 87 minutes
- Pays :  États-Unis,  Allemagne,  Royaume-Uni
- Langue d'origine : anglais
- Dates de sortie : 
  - Australie : 7 septembre 2006
  - Royaume-Uni : 15 septembre 2006
  - Allemagne: 19 octobre 2006
  - Belgique : 21 février 2007
  - États-Unis et Québec : 15 juin 2007
  - France : 18 juillet 2007

## Distribution
- Devon Aoki (VQ : Julie Beauchemin) : la princesse Kasumi
- Jaime Pressly (VF : Laura Blanc ; VQ : Catherine Proulx-Lemay) : Tina Armstrong
- Holly Valance (VF : Alexandra Ansidei ; VQ : Rose-Maïté Erkoreka) : Christie Allen
- Sarah Carter (VQ : Camille Cyr-Desmarais) : Helena Douglas
- Natassia Malthe (VF : Marie-Eugénie Maréchal) : Ayane
- Eric Roberts (VF : Pierre-François Pistorio ; VQ : Manuel Tadros) : Victor Donovan
- Kane Kosugi (VF : Fabrice Josso ; VQ : Tristan Harvey) : Ryu Hayabusa
- Matthew Marsden (VF : Emmanuel Garijo ; VQ : Daniel Picard) : Maximillian  « Max »  Marsh
- Steve Howey (VF : Nessym Guetat ; VQ : Philippe Martin) : Weatherby
- Brian J. White (VF : Lucien Jean-Baptiste ; VQ : Daniel Roy) : Zack
- Kevin Nash (VF : Jérémie Covillault ; VQ : Yves Corbeil) : Bass Armstrong
- Collin Chou : Hayate
- Silvio Simac (it) : Léon
- Derek Boyer (en) : Bayman
- Chad McCord (VF : Pierre Tessier) : l'inspecteur en chef
- Martin Crewes (en) (VF : Olivier Jankovic) : le majordome de Tina
- Robin Shou (VQ : Gilbert Lachance) : le leader des Pirates
- Fang Liu : Gen Fu
- Ying Wang : Leifang
- Song Lin : Brad Wong
- Hung Lin : Hitomi

 Source et légende : version française (VF) sur RS Doublage et selon le carton du doublage français sur le DVD zone 2. ; version québécoise (VQ) sur Doublage.qc.ca.

## Production
Le tournage du film a commencé le 4 mai 2005 et s'est terminé le 19 juillet 2005. Il a eu lieu à Bangkok en Thaïlande puis à Guilin, Hengdian et Hong Kong en Chine. Il s'agit de la première production occidentale tournée dans les studios chinois Hengdian World Studios où le tournage de grosses production chinoise comme Le Secret des poignards volants s'était déroulé.
Lors de la phase de casting, l'acteur Milo Ventimiglia fut approché pour incarner Weatherby, un personnage inventé spécialement pour le film avec celui de Max, mais il refusa le rôle car ce dernier ne lui plaisait pas.
Les acteurs se sont entrainés trois mois avant de se rendre sur le tournage en Chine, puis un mois supplémentaire une fois sur place. Ils ont notamment étés formés aux arts martiaux chinois ainsi qu'au Wire fu. Jaime Pressly avait déjà de l'expérience avec les arts martiaux, s'entrainant depuis neuf ans avec son propre entraineur. Elle a également joué un rôle récurrent dans la série télévisée Mortal Kombat: Conquest, également adaptée d'une série de jeux vidéos de combat. Holly Valance pratiquait le Muay-thaï depuis l'adolescence mais trouva difficile l'apprentissage du Kung-fu.
Lors d'une interview, les actrices ont dévoilé que l'une des difficultés rencontrées pendant le tournage était la chaleur et l'humidité, qui rendait difficile le tournage des scènes de combats. L'autre difficulté était le fait que beaucoup de membres de l'équipe de production ne parlait pas la même langue. L'anglais, le cantonais et le mandarin étaient parlés sur le tournage, ce qui nécessitait la présence de traducteurs-interprètes.
Le film comporte une scène où plusieurs personnages féminins se lance dans un match de volley-ball. Cette scène est un clin d'œil à la série de jeux vidéo Dead or Alive Xtreme Beach Volleyball, un spin-off de Dead or Alive qui met en scène les personnages féminins en vacances.

## Bande-originale
Liste des titres
| 1.    | Welcome To DOA                   | Junkie XL                        | 3:01 |
| 2.    | I Like The Way                   | BodyRockers                      | 6:42 |
| 3.    | Switch On                        | Paul Oakenfold feat. Ryan Tedder | 4:03 |
| 4.    | What You Want                    | Northern Lite                    | 3:09 |
| 5.    | Helena Vs. Christina             | Junkie XL                        | 2:14 |
| 6.    | Freaky Girl                      | DJ Thomilla feat. Ayak           | 3:43 |
| 7.    | DOA Theme                        | Junkie XL                        | 2:10 |
| 8.    | Damage                           | Kosheen                          | 6:30 |
| 9.    | The Mating Game                  | Bitter Sweet                     | 3:24 |
| 10.   | Stop The Download                | Junkie XL                        | 3:53 |
| 11.   | Front To Back                    | Playgroup                        | 6:17 |
| 12.   | Celice (Thomas Schumacher Remix) | a-ha                             | 7:50 |
| 13.   | Kasumi Vs. Leon                  | Junkie XL                        | 1:45 |
| 14.   | 40 Long Days                     | Yesking                          | 4:42 |
| 15.   | Escape From DOA                  | Junkie XL                        | 4:17 |
| 63:17 |                                  |                                  |      |

## Accueil

### Box-office
| Pays ou région    | Box-office     | Date d'arrêt du box-office | Nombre de semaines |
| ----------------- | -------------- | -------------------------- | ------------------ |
| France            | 54 802 entrées | 31 juillet 2007            | 2                  |
| États-Unis Canada | 480 813 $      | 5 juillet 2007             | 3                  |
| Mondial           | 7 516 532 $    | 4 avril 2010               | -                  |

Le film est un échec au box-office partout dans le monde. Au box-office nord américain, il récolte seulement 480 813 $ et est retiré de l'affiche après seulement trois semaines d'exploitation. Dans le reste du monde, le film récolte 7 millions de dollars, une somme extrêmement faible. En France, le film cumule seulement 54 802 entrées, ce qui entraine son retrait de l'affiche après seulement deux semaines d'exploitation.
En tout, le film a donc récolté globalement 7 516 532 $ , ne lui permettant pas de rembourser son budget de 30 000 000 $, et engendrant un peu plus de 22 400 000 $ de perte, faisant de lui un « flop ».

### Critiques
Le film a reçu des critiques négatives de la part de la presse. Sur le site agrégateur de critiques Rotten Tomatoes, il recueille 33 % de critiques positives, avec une note moyenne de 4,5/10 sur la base de 45 critiques collectées.
Le consensus critique rédigé par le site résume que « le scénario du film est ridicule et le jeu d'acteur comique, il est nécessaire de laisser son cerveau à la porte avant de regarder le film ».
Sur Metacritic, il obtient également des critiques négatives avec un score de 38/100 sur la base de 8 critiques collectées.